# 祝園神社

祝園神社の神紋。

祝園神社（ほうそのじんじゃ）は、京都府相楽郡精華町にある神社である。崇神天皇の時代に謀反を起こした武埴安彦命が討伐されたとされる地に鎮座する。
神紋（社紋）は「下り藤」。

## 祭神
健御雷命、経津主命、天児屋根命の三神を祀る。

## 歴史
創建時期は不詳だが新抄格勅符抄（神事諸家封戸、大同元年(806年)牒）に、「祝園神 四戸山城国」とあり奈良時代には存在したと推定される。崇神天皇延喜式神名帳には「祝園神社」として記載されている。 

## 神事
毎年正月甲申の日より3日間にわたり、いごもり祭が行われる。第10代崇神天皇の時代に武埴安彦命が謀反を起こしたため討伐されたが、悪霊となってこの地に止まって田畑を荒れさせたため、村人たちは忌み篭もってこの霊を鎮めた、という伝説に基づき行なわれている。昔は、祭りの間牛や馬を隣村へ預け、一切の音を禁じ、精進料理を食し、居篭ったという。1日目に神官が暗闇の中で行なう「風呂井の儀」、2日目に松明（たいまつ）を燃やす「御田の儀」、3日目に「綱引の儀」が行われる。綱はわらに割り竹を巻いて作った直径約1メートルの輪に、竹を6本取り付けた巨大なもので、氏子が南北に分かれて3回綱引きを行ない、勝敗が決まった後、武埴安彦の処刑場所と伝えられる いずもりに綱を運んで燃やす。

## 交通
- 近畿日本鉄道京都線新祝園駅下車、徒歩20分。
- JR西日本片町線祝園駅下車、徒歩20分。